# وانسا لو
وانسا لو (متولد ۱۷ ژوئیه ۱۹۹۰) یک ورزشکار پارالمپیک اهل آلمان است که در رقابت‌های دو سرعت و پرش طول شرکت می‌کند.
در سال ۲۰۱۶ وی تنها زن ورزشکار فعال در رشته دو و میدانی بود که هر دو پای خود را از بالای زانو از دست داده‌است.
با وجود این نوع از معلولیت وی در رقابت با افراد سالم‌تر از خود موفق شد در هر دو پارالمپیک ۲۰۱۲ و ۲۰۱۶ به فینال رقابت‌های سرعت و پرش طول برسد. در ریو او موفق به کسب مدال طلای پرش طول با ثبت رکورد جهانی ۴٫۹۳ متر و مدال نقره دو ۱۰۰ متر سرعت شد.

## زندگی
لو در شهر شورین آلمان متولد شد. و در راتسبورگ آلمان بزرگ شد. و در ماه ژوئن سال ۲۰۰۶ در سن ۱۵ سالگی با برهم خوردن تعادلش بر روی ریل با یک قطار برخورد کرد.
در این حادثه پای چپ خود را از دست داد و برای مدت دو ماه به کما رفت. اما در طی عملیات نجات پزشکان مجبور به قطع کردن پای دیگر وی نیز شدند. بعد از حادثه دو سال طول کشید تا وی دوباره توانایی راه رفتن خود را بدست آورد.